# Dino Slavić
Dino Slavić, né le 4 décembre 1992 à Rijeka, est un joueur international croate de handball. Il évolue au poste de gardien de but pour le Limoges Handball depuis 2023.

## Carrière
Slavić a commencé sa carrière de handballeur dans le club de sa ville natale, le RK Zamet Rijeka. En tant que gardien de but, il intègre peu à peu l'équipe professionnelle et atteint la finale de la Coupe de Croatie en 2012. La saison suivante, il dispute son premier match de Coupe de l'EHF.
Il poursuit sa carrière dans un autre club croate, celui du RK Umag, entre 2016 et 2018 avant de rejoindre Championnat d'Espagne et le CB Ademar León avec lequel il évolue en Ligue des champions et atteint la finale de la Coupe du Roi en 2021.
En 2021, il retrouve la Croatie et le club historique du RK Zagreb où il réalise deux doublés Championnat-Coupe de Croatie en 2022 et 2023.
Lors du Championnat du monde 2023 en Pologne et en Suède, il a participé à 4 rencontres avec la sélection croate pour un total de 20 arrêts à 26%.
En mars 2023, Dino Slavić signe pour 2 saisons avec le Limoges Handball à compter de la saison 2023-2024 où il réalise rapidement de bonnes performances. Il l'est des grands artisans de la qualification historique du LH en coupe d'Europe en livrant des prestations de haute volée contre Sport Lisboa e Benfica (handball) 17 arrêts. Il est dans le top 5 des gardiens efficaces du championnat. Dino Slavic est prolongé jusqu'en 2026.

## Palmarès

### En club
- Coupe du Roi
  - Finaliste (1) : 2021
- Championnat de Croatie
  - Vainqueur : (2) : 2022, 2023
- Coupe de Croatie
  - Vainqueur : (2) : 2022, 2023
  - Finaliste (1) : 2012
- Ligue SEHA
  - Finaliste (1) : 2022